# Милко Мирчев
Милко Йорданов Мирчев е български просветен деец и археолог.

## Биография
Мирчев е роден в 1906 година в град Гевгели, тогава в Османската империя (днес в Северна Македония). Завършва класическа филология в Софийския университет „Свети Климент Охридски“. Работи като учител във Варна, а от 1945 година до края на живота си е директор на Археологическия музей в града..